# Hirondelle d'Angola

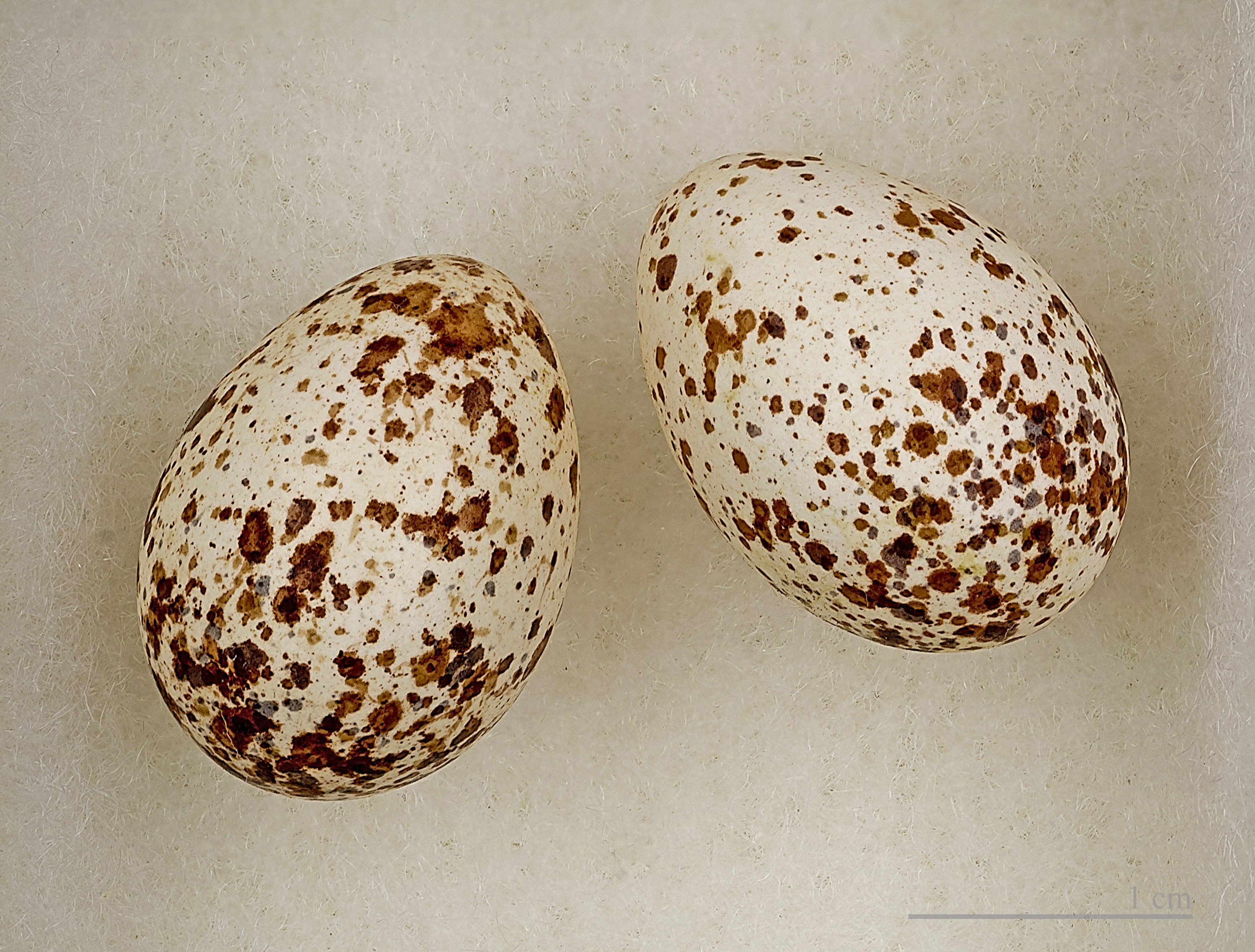
Œufs d'Hirondelle de lʼAngola - Muséum de Toulouse

Hirundo angolensis
Espèce
Statut de conservation UICN

 LC  : Préoccupation mineure
L'Hirondelle de lʼAngola (Hirundo angolensis) est une espèce de passereaux de la famille des Hirundinidae.

## Répartition
Son aire de répartition s'étend sur le Gabon, la République du Congo, la République démocratique du Congo, l'Angola, le Kenya, l'Ouganda, le Rwanda, le Burundi, la Tanzanie, la Zambie, le Malawi, l'Afrique du Sud et la Namibie. Elle est rare au Botswana.

## Taxonomie
C'est une espèce monotypique (non subdivisée en sous-espèces).